# Лица, привлекаемые прокуратурой для производства дознания
Лица, привлекаемые прокуратурой для производства дознания (ФРГ) — это должностные лица, управомоченные на проведение в ходе дознания отдельных процессуальных действий от имени предписавшей их компетентной прокуратуры, а равно от имени предписавшего их компетентного прокурора, возглавляющего прокуратуру.
Институт «Ermittlungspersonen der Staatsanwaltschaft» выступает в качестве основного инструмента организации дачи указаний немецким прокурором отдельному полицейскому (помимо этого в Германии существует также право дачи указаний (Weisungsrecht, п. 2, 3 § 147 Закона ФРГ о судоустройстве) прокурором полицейскому ведомству в целом). В связи с этим, Ermittlungspersonen, хотя и не являющихся прокурорами, нередко именуют «орудием прокуратуры» («Verlängerter Arm der Staatsanwaltschaft»). Рассматриваемый институт был введён в немецкое законодательство ещё в 2004 году, но до сих пор не был должным образом освещён в российской литературе. Более того, в настоящий момент не существует даже хоть сколько-нибудь воспринятого отечественной доктриной перевода термина «Ermittlungspersonen» на русский язык.

## История введения института
Непосредственными предшественниками Ermittlungspersonen были вспомогательные чиновники (Hilfsbeamten) прокуратуры, просуществовавшие до 30 августа 2004 г. и упразднённые Законом о модернизации правосудия. Название «вспомогательные чиновники» было заимствовано из французского уголовно-процессуального права, содержащего институт «police judiciaire» («судебная полиция»). Это видно уже из того, что гл. 5 французского Кодекса уголовного расследования, содержавшая нормы, регулирующие деятельность судебной полиции была озаглавлена как «Des Officiers de police auxiliaires du Procureur impérial». Целью создания института вспомогательных чиновников было максимальное ограничение возможности полиции по применению мер принуждения. Полномочиями по применению таких мер должны были обладать только лишь лица, пользующиеся особым доверием прокуратуры. Дальнейшее развитие указанного института привело к тому, что первоначальная его цель отошла на задний план. Такие изменения породили мнение о необходимости его переименования. По официальной версии, переименование вспомогательных чиновников в Ermittlungspersonen было вызвано тем обстоятельством, что прежнее наименование умаляло значимость функций, выполняемых данными должностными лицами, и не отражало должным образом уровень их профессиональной подготовки. Как бы то ни было, особых перемен в регулировании рассматриваемого института такое переименование за собой не повлекло: оно, скорее, стало результатом скопившихся за десятилетия существования вспомогательных чиновников изменений.

## Содержание института
Круг лиц, охватываемых понятием «Ermittlungspersonen» достаточно широк. Прежде всего, как уже было отмечено, это служащие полиции (разумеется, не все; исключением, например, являются полицейские ниже Хауптвахтмейстера по должности). Кроме того, сюда относятся должностные лица службы по борьбе с налоговыми преступлениями, таможенной службы по борьбе с контрабандой (§ 404 Положения о порядке взимания налогов, сборов и пошлин) и др. Указанные чиновники находятся с прокуратурой в отношениях функционального (а не организационного!) единства. Это проявляется, в частности, в том, что их действия как Ermittlungspersonen рассматриваются как действия прокурора, давшего указание. При этом последний может привлечь их для осуществления любых мер, относящихся к его компетенции (то есть прокурор, например, может при необходимости поручить Ermittlungspersonen, занятым налоговыми преступлениями, проведение расследования по делу об убийстве). Следует отметить, что одновременное осуществление функций служащего полиции и Ermittlungspersonen запрещено. Причём начальник-полицейский не вправе давать подчинённым такие указания, которые они вправе выполнять лишь как Ermittlungspersonen. Тем не менее, возможны случаи, когда одно и то же лицо вначале издаёт распоряжение о проведении неотложного следственного действия, выступая при этом в качестве Ermittlungsperson, а затем осуществляет его исполнение как полицейский.

## Значение института
В настоящее время прокуроры достаточно редко пользуются правом дачи указаний в отношении Ermittlungspersonen, обращаясь, в основном, к полиции в целом. Всё же говорить о ненужности данного института не представляется разумным. Возможны ситуации, когда полиция окончательно отказывается проводить мероприятия, к которым она была призвана на основании § 161 УПК ФРГ. В этом случае прокурор может сам принять необходимые меры, привлекая для этого Ermittlungspersonen (причём вся ответственность за предпринятые действия будет лежать на прокуроре). Также Ermittlungspersonen приходится задействовать, когда необходимо применить при неотложности какие-либо меры принуждения (§§ 98, Abs. 1, 105 Abs. 1, 81a Abs. 2 и др.).

## Перевод названия института на русский язык
Дословно «Ermittlungspersonen der Staatsanwaltschaft» можно перевести как «прокурорские лица дознания» (по аналогии с Ermittlungsorgane — «орган дознания»). Такое словосочетание вряд ли можно назвать благозвучным, хотя в решениях российских судов можно встретить аналогичные наименования.
Данному переводу можно предложить ряд альтернатив. Во-первых, смысл рассматриваемого института довольно близко передал бы термин «досудебные представители прокуратуры». В нём отражены такие черты, как: деятельность исключительно на досудебном этапе, от имени прокуратуры (к тому же это полностью соответствует немецкому «… der Staatsanwaltschaft»), в рамках её полномочий, путём выполнения указаний прокуратуры и др. Но у такого перевода есть и свои минусы. Так, его использование могло бы породить дискуссии по поводу соответствия смысла, вкладываемого в слово «представители» его традиционному юридическому пониманию.
Во-вторых, куда более близким по смыслу было бы наименование «лица, привлекаемые прокуратурой для производства дознания». Здесь отражён ряд моментов: связь Ermittlungspersonen с прокуратурой; то, что они действуют исключительно в рамках дознания; то, что привлекаются напрямую именно отдельные лица (Personen), а не всё ведомство в целом; то, что эти лица осуществляют производство дознания, реализуя переданные им государством полномочия. В качестве отрицательной черты подобного перевода можно назвать его сравнительно большой объём (в том смысле, что если оригинал содержит лишь два слова [плюс артикль], то перевод — целых шесть слов, и вдобавок к этому обособленное распространённое определение). Однако данный недостаток не представляется существенным, поскольку, например, среди участников российского уголовного процесса зачастую упоминают «лицо, в отношении которого ведется производство о применении принудительной меры медицинского характера» (ч. 1 ст. 437 УПК РФ), а такое наименование включает в себя двенадцать слов.
Стоит отметить, что в недавно вышедшей в свет книге А. А. Трефилова «Системa УПК ФРГ», включающей в себя перевод УПК Германии, «Ermittlungspersonen der Staatsanwaltschaft» переведено как «следователи прокуратуры». Данный перевод также страдает рядом недостатков: прежде всего, сомнительно, что здесь применимо слово «следователи», ведь слово «Ermittlung» принято переводить как «дознание». Кроме того, при подобном переводе может сложиться неверное впечатление, будто бы данные должностные лица являются служащими прокуратуры, что, как было отмечено ранее, далеко от истины.
Таким образом, перевод «лица, привлекаемые прокуратурой для производства дознания» (сокр. «ЛППДПД») представляется наиболее адекватным и имеющим наибольшие основания для дальнейшего его использования в российской литературе.